# Kaleva microps
Kaleva microps är en stekelart som beskrevs av Boucek 1993. Kaleva microps ingår i släktet Kaleva och familjen puppglanssteklar. Inga underarter finns listade i Catalogue of Life.